# Kepler-80g
Kepler-80g es uno de los seis planetas extrasolares que orbitan la estrella Kepler-80. Fue descubierto por el método de tránsito astronómico en el año 2017. Kepler-80g ha sido descubierto por un software de aprendizaje automático de Google que analizó los datos obtenidos por el telescopio espacial Kepler, su descubrimiento fue anunciado el 14 de diciembre de 2017. Aunque muchos parámetros de Kepler-80g son aún desconocidas, el objeto es muy poco probable que sea un falso positivo.